# Nimlot II
Nimlot II (... – 845 a.C.) è stato un Primo Profeta di Amon durante la XXII dinastia egizia.
| R8 | U36 | D1 · Q3 · n | i | mn · n | N5 · Z1 |

hm ntr tpi n imn r՚
| n · U1 | r · V13 |

nmlt

Hem netjer tepi en Amon-Ra Nimlot - "Primo Profeta di Amon-Ra, Nimlot"
Figlio di Osorkon II, venne designato dal padre ad occupare il seggio di Primo Profeta dopo aver ricoperto incarichi militari nella regione di frontiera di el-Hiba.
Nimlot ebbe tre figli: Takelot che reggerà in seguito il soglio del padre, Djedptahiefankh che regnerà su Eracleopoli e Karoma che sposerà suo zio Takelot II.

## Datazioni alternative
| Autore | Anni di regno       |
| ------ | ------------------- |
| Grimal | 860 a.C. - 850 a.C. |